# Střelské Hoštice
Střelské Hoštice là một làng thuộc huyện Strakonice, vùng Jihočeský, Cộng hòa Séc.